# Orlando Ruggieri
Orlando Ruggieri (San Benedetto del Tronto, 23 maggio 1958) è un avvocato e politico italiano.

## Biografia
Alle elezioni politiche del 2001 è eletto deputato con la lista Paese Nuovo collegata a “La Margherita”. Dal 2001 al 2006  è stato membro della XIII Commissione agricoltura.